# Crocallis bacalladoi
Crocallis bacalladoi är en fjärilsart som beskrevs av Rudolf Pinker 1978. Crocallis bacalladoi ingår i släktet Crocallis och familjen mätare. Inga underarter finns listade i Catalogue of Life.